# نورث امریکن تی-۲ بوکای
نورث امریکن تی-۲ بوکای (به انگلیسی: North American T-2 Buckeye) یک هواپیمای ساختِ کارخانهٔ نورث امریکن اوییشن در کشور ایالات متحده آمریکا است که در سال ۱۹۵۸–۱۹۷۰ ساخته شد. نخستین استفاده‌کنندهٔ این هواپیما نیروی دریایی ایالات متحده آمریکا بوده‌است. این هواپیما برای نخستین بار در ۳۱ ژانویه ۱۹۵۸ میلادی مورد استفاده قرار گرفت.